# Le Fils de Jean-Claude Videau
Pour plus de détails, voir Fiche technique et Distribution.
Le Fils de Jean-Claude Videau est un documentaire français réalisé par Frédéric Videau et sorti en 2001.

## Fiche technique
- Titre : Le Fils de Jean-Claude Videau
- Réalisation :  Frédéric Videau
- Photographie : Catherine Pujol
- Son : François Méreu et Emmanuel Croset (mixage)
- Montage : Annette Dutertre
- Production : Film Oblige
- Pays :  France
- Genre : documentaire
- Durée : 60 minutes
- Date de sortie : France - 26 septembre 2001

## Distribution
- Jean-Claude Videau
- Frédéric Videau
- Isabelle Moreau
- Stéphane Videau
- Jacqueline Videau
- Karine Videau , Karine Feneant
- Marion Videau
- Christophe Feneant
- Thomas Feneant
- Charlyne Feneant

## Sélection
- Festival de Cannes 2001 (programmation de l'ACID)[1]